# Temporada de furacões no oceano Atlântico de 1953
A temporada de furacões no oceano Atlântico de 1953 foi a primeira vez que uma lista organizada de nomes femininos foi usada para nomear tempestades no Atlântico. Começou oficialmente em 15 de julho, e durou até 15 de novembro, embora a atividade tenha ocorrido antes e depois dos limites da temporada. A temporada foi ativa com quatorze tempestades totais, seis das quais evoluíram para furacões; quatro dos furacões atingiram o status de furacão principal, ou uma categoria 3 ou mais na escala de Saffir-Simpson.
O furacão mais forte da temporada foi o Carol, embora na época em que atingiu o Atlântico Canadá estivesse muito mais fraco. Os furacões Barbara e Florence atingiram os Estados Unidos; o primeiro cruzou Outer Banks e impactou grande parte da costa leste, e Florence atingiu uma região escassamente povoada do Panhandle da Flórida sem causar muitos danos. As Bermudas foram ameaçadas por três furacões em duas semanas. Além dos furacões, a tempestade tropical Alice se desenvolveu no final de maio e deixou várias mortes em Cuba. O furacão final da temporada, Hazel, produziu chuvas adicionais na Flórida após as condições anteriores de inundação. Houve várias tempestades sem nome, a última das quais se dissipou em 9 de dezembro.

## Sistemas

### Tempestade tropical Alice
Uma tempestade tropical se desenvolveu a leste da Nicarágua em 25 de maio, executando um loop anti-horário sobre a América Central. Depois de enfraquecer por causa da terra, Alice voltou a se intensificar no oeste do Caribe, movendo-se sobre o oeste de Cuba em 21 de maio com ventos de 80 km/h (50 mph). Em 1 de Junho, entrou no Golfo do México e, mais tarde, executou outro loop na costa noroeste de Cuba. Alice enfraqueceu rapidamente devido a uma frente fria, e os avisos foram interrompidos em 3 de julho. Enquanto estava perto de Cuba, Alice produziu chuvas que quebraram a seca que causaram enchentes e várias mortes não oficiais por afogamento.
Depois de passar perto de Cuba, Alice virou para o norte e fortaleceu-se com ventos de pico de 70 mph (110 km/h), possivelmente ainda mais forte para a intensidade do furacão. Alice enfraqueceu novamente antes de atingir a costa perto de Panama City Beach em 6 de julho como uma tempestade tropical mínima, e se dissipando logo em seguida. Alice trouxe fortes chuvas para a Flórida, com pico de 342 mm (13.48 in) em Lake Placid. Perto de onde atingiu o continente, a tempestade deixou chuvas leves e não houve relatos de danos no estado.  Alice foi o primeiro ciclone tropical do Atlântico Norte a ter um nome feminino. Foi também um de 22 ciclones tropicais ou subtropicais registados no mês de maio.

### Tempestade tropical Dois
Uma depressão tropical se desenvolveu no sudoeste da Flórida em 11 de julho Moveu-se para o nordeste em direção a um vale no norte da Flórida. A depressão se intensificou em uma tempestade tropical em 12 de julho e atingiu ventos de pico de 72 km/h (45 mph). Em 15 de julho, a tempestade começou a interagir com uma frente fria próxima, sinalizando que fez a transição para uma tempestade extratropical. No dia seguinte, a tempestade atingiu Nantucket com 31 mph (50 ventos de km/h antes da tempestade ser absorvida pela frente.

### Furacão Barbara
Uma onda tropical se transformou na tempestade tropical Bárbara nas Bahamas em 11 de agosto. Ele se intensificou conforme se movia para o norte-noroeste, tornando-se um furacão no dia seguinte, e atingindo o pico de ventos de 140 km/h (90 mph) ao sul do Cabo Hatteras em 13 de agosto.  Bárbara passou por Outer Banks, passando entre Morehead City e Ocracoke, e ela virou e acelerou para o nordeste. Enfraquecendo e perdendo as características tropicais, o furacão fez a transição para um ciclone extratropical no final de 15 de agosto. Ele virou para o norte, cruzando o leste da Nova Escócia e se dissipando sobre o Labrador em 16 de agosto. 
Antes de Bárbara atingir Outer Banks, as autoridades ordenaram a evacuação de algumas ilhas e vários milhares de turistas deixaram voluntariamente a região. Rajadas de vento atingiram 90 mph (140 km/h) em Hatteras e Nags Head. Chuvas torrenciais caíram em todo o estado e se estenderam para o norte na Virgínia, pico de 280 mm (11.1 in) perto de Onley ao longo da costa oriental da Virgínia. Em toda a região, o furacão deixou inundações e derrubou árvores, algumas das quais sobreviveram ao Grande Furacão do Atlântico de 1944.  Danos monetários de Bárbara foram estimados em cerca de US $ 1,3 milhões (1953 USD, $ 12.4 milhão 2021 USD), principalmente dos danos à colheita. As reportagens dos jornais indicaram que houve sete mortes no país;  duas mortes adicionais ocorreram ao largo da costa atlântica do Canadá quando um dóri afundou.

### Furacão Carol
Em 28 de agosto, uma onda tropical evoluiu para uma depressão tropical perto de Cabo Verde. Depois de se mover para oeste-sudoeste, virou para noroeste, intensificando-se em uma tempestade tropical em 31 de agosto e em um furacão em 2 de setembro Passando a nordeste das Pequenas Antilhas, Carol intensificou-se rapidamente para a intensidade da Categoria 5, atingindo o pico de ventos de 260 km/h (160 mph) em 3 de setembro, tornando-o o furacão mais forte da temporada.  Ele enfraqueceu gradualmente, contornando as Bermudas em 6 de setembro e produzindo ondas altas.  Carol mais tarde se voltou para o norte-nordeste, passando por Cape Cod e causando acidentes de barco em toda a Nova Inglaterra. Quatro pessoas foram mortas na região.  As perdas de pesca totalizaram cerca de US $ 1 milhões (1953 USD, $ 9.56 milhão 2021 USD).
Depois de contornar a Nova Inglaterra, Carol escovou o oeste da Nova Escócia antes de desembarcar perto de Saint John, New Brunswick como um furacão mínimo. À medida que a tempestade atingiu a costa, ela produziu condições de furacão no leste do Maine, um dos apenas seis furacões no Atlântico a fazê-lo. Na Nova Escócia, vários barcos naufragaram ou foram levados para a costa, com um relato de morte por afogamento. O alto mar causou inundações costeiras, enquanto os fortes ventos derrubaram grandes áreas de árvores. Pesadas perdas para a safra de maçã ocorreram no Vale de Annapolis, totalizando US $ 1 milhões (1950 CAD, $ 9.88 milhão 2021 USD).  Carol mais tarde se dissipou a sudoeste da Groenlândia em 9 de setembro.

### Tempestade tropical Five
Em 29 de agosto, uma tempestade tropical se desenvolveu no sul da Flórida.  Enquanto se movia pelo estado, a tempestade causou fortes chuvas, atingindo 119 mm (4.67 in) na praia de Fort Lauderdale ; chuvas semelhantes foram observadas no norte das Bahamas. Descrita por um analista do Weather Bureau como "ampla e plana", a tempestade gradualmente se organizou no oeste do Oceano Atlântico. Em 31 de agosto, a tempestade virou para noroeste, com ventos máximos sustentados de 64 km/h (40 mph). O sistema enfraqueceu para uma depressão tropical antes de chegar à costa perto de Savannah, Geórgia em 1 de setembro. Ele se dissipou naquele dia sobre a terra.

### Furacão Dolly
As origens do Dolly vieram de uma onda tropical que se moveu através do Mar do Caribe oriental, produzindo 250 mm (10 in) em Saint Thomas nas Ilhas Virgens dos EUA. As chuvas fecharam escolas e prédios do governo nos arredores de San Juan, Porto Rico, e foram registadas enchentes em Guayama, Yabucoa e Patillas. Em 8 de setembro, uma tempestade tropical se desenvolveu ao norte de Porto Rico, que se moveu lentamente para oeste-sudoeste antes de virar para o norte. Ele se intensificou rapidamente, e depois que os Hurricane Hunters relataram um olho, Dolly atingiu o status de furacão em 9 de setembro. Naquela época, avisos de furacão foram emitidos nas Bahamas, embora a tempestade se afastasse do arquipélago.  Intensificou-se para ventos de pico de 121 km/h (75 mph) em 10 de setembro, conforme relatado pela aeronave.
Dolly enfraqueceu enquanto acelerava para nordeste, embora ainda ameaçasse atingir as Bermudas com ventos fortes. Como resultado, a Força Aérea dos Estados Unidos ordenou que todos os aviões da ilha voassem para o continente. Após enfraquecimento contínuo, Dolly passou pela ilha em 11 de setembro, produzindo apenas ventos fortes, chuvas e pouco ou nenhum dano. Ela se deteriorou em uma tempestade tropical em 12 de setembro e mudou para um ciclone extratropical mais tarde naquele dia. Os restos de Dolly mais tarde se voltaram para o leste, dissipando-se a oeste de Portugal em 17 de setembro.

### Furacão Edna
Logo atrás de Dolly, outra onda tropical gerou uma depressão tropical nas Pequenas Antilhas em 15 de setembro. À medida que se movia pela região, produzia condições instáveis em todo o nordeste do Caribe. Edna rapidamente se intensificou à medida que seguia para o noroeste, atingindo o status de furacão em 15 de setembro e ventos de pico de 185 km/h (115 mph) no dia seguinte. Após atingir o pico, o furacão virou para nordeste e manteve a maior parte de sua intensidade por alguns dias.  Passou ao norte das Bermudas no início de 18 de setembro com ventos de 185 km/h (115 mph), antes de iniciar uma tendência de enfraquecimento constante à medida que se acelerava. Em 19 de setembro, Edna completou a transição para um ciclone extratropical, durando mais um dia antes de se dissipar a oeste da Irlanda.
Antes de Edna atingir as Bermudas, os ilhéus estavam bem preparados devido ao impacto anterior dos furacões Carol e Dolly e fecharam suas casas com tábuas. O furacão causou "danos consideráveis", com rajadas de vento atingindo 120 mph (190 km/h). Os ventos derrubaram árvores, bloqueando estradas e também causaram interrupções nos serviços de energia e água. Durante a sua passagem, Edna produziu fortes chuvas e também danificou vários telhados. Houve três feridos na ilha.

### Tempestade tropical Oito
Uma depressão tropical se formou na região central do Golfo do México em 15 de setembro e mudou-se para nordeste.  A tempestade produziu mares agitados em toda a região, o que danificou dois pequenos barcos. A tempestade atingiu ventos de pico de 80 km/h (50 mph) enquanto se move em um pequeno loop no sentido horário a sudeste da Louisiana. A tempestade enfraqueceu para uma depressão tropical em 17 de setembro, mas voltou a se intensificar para uma tempestade tropical três dias depois. Em 20 de setembro, a tempestade atingiu a costa no condado de Taylor, Flórida e se dissipou no dia seguinte sobre o estado, trazendo 51 to 127 mm (2 to 5 in) de precipitação para as áreas costeiras.

### Furacão Florence
Florence desenvolveu-se em 23 de setembro perto da Jamaica de uma onda tropical. Ao passar pela ilha, produziu fortes chuvas que bloquearam as estradas. Intensificou-se para o status de furacão em 24 de setembro ao passar pelo Canal de Yucatán, e ao fazê-lo, deixou grandes danos no oeste de Cuba. Depois de virar para o norte e entrar no Golfo do México, Florence rapidamente se intensificou para ventos de pico de 185 km/h (115 mph). Ele enfraqueceu gradualmente antes de chegar ao continente em 26 de setembro como um furacão mínimo em uma região escassamente povoada do Panhandle da Flórida.
Antes de Florence atingir a Costa do Golfo dos Estados Unidos, cerca de 10.000 pessoas evacuaram a Cidade do Panamá, Flórida, e o Departamento de Meteorologia emitiu alertas oportunos que foram creditados na prevenção de mortes ou ferimentos graves. ventos atingiram 84 mph (135 km/h) na Base da Força Aérea de Eglin, e a maior precipitação foi de 374 mm (14.71 in) em Lockhart, Alabama. A combinação de ventos e chuvas fortes causou danos às plantações na Flórida e no sudeste do Alabama, embora os danos costeiros não tenham sido graves. No geral, 421 casas foram danificadas e outras três foram destruídas, com danos monetários estimados em torno de US $ 200.000 (1953 USD, $ 1.91 milhão 2021 USD).  Após o landfall, Florence rapidamente fez a transição para um ciclone extratropical e, conforme continuou pelo sudeste dos Estados Unidos, produziu chuvas moderadamente fortes. Ele se dissipou em 28 de setembro a sudeste da Nova Inglaterra. 

### Furacão Gail
Em 2 de outubro, uma onda tropical gerou uma depressão tropical de cerca de 815 mi (1310 km) oeste-sudoeste das ilhas de Cabo Verde. A depressão rapidamente se intensificou na tempestade tropical Gail e, no dia seguinte, um navio encontrou a tempestade, relatando uma pressão mínima de 986 mbar (29,12 inHg ). Quando o navio cruzou o centro, relatou ventos de 130 km/h (80 mph), indicando que Gail atingiu o status de furacão. Inicialmente, o Serviço de Meteorologia acreditou que Gail se dissipou e uma nova tempestade se formou na mesma região em 5 de outubro, mas uma reanálise em 2015 indicou que eram a mesma tempestade. A confusão resultou de Gail se voltando para o nordeste em 4 de outubro, dirigido por uma calha que se aproxima. Em 6 de outubro, Gail voltou para o oeste-noroeste, permanecendo uma tempestade tropical moderada por vários dias. Em 11 de outubro, a frente fria que absorveu o furacão Hazel virou Gail para o norte e o absorveu no dia seguinte no Atlântico central. 

### Tempestade tropical Onze
Em 3 de outubro, uma tempestade tropical se desenvolveu perto da costa sul de Cuba. Moveu-se para noroeste, cruzando a ilha antes de virar para nordeste. No início de 5 de outubro, a tempestade atingiu o sudeste da Flórida, produzindo fortes ventos e chuvas. A ameaça da tempestade gerou avisos de pequenas embarcações de Florida Keys até a Carolina do Sul. À medida que acelerava para nordeste, a tempestade aumentou ligeiramente para ventos máximos sustentados de 72 km/h (45 mph), antes de se tornar extratropical em 6 de outubro. Dois dias depois, os remanescentes moveram-se sobre o Atlântico Canadá com ventos de 110 km/h (70 mph),  produzindo inundações que destruíram várias estradas. A tempestade causou duas mortes depois de naufragar um barco em Broad Cove, Nova Scotia. Mais tarde, o ciclone passou ao sul da Terra Nova antes de se dissipar ao sudoeste da Islândia em 10 de outubro. 

### Furacão Hazel
A décima segunda tempestade tropical e o último furacão da temporada se formaram no Canal de Yucatán em 7 de outubro. Recebendo o nome de Hazel, a tempestade seguiu para o norte-nordeste e depois para o nordeste através do Golfo do México, intensificando-se gradualmente. Em 9 de outubro, Hazel fortaleceu-se em um furacão que atingiu a costa ao norte de Fort Myers, Flórida, em seu pico de intensidade de 137 km/h (85 mph). A tempestade cruzou o estado em cerca de seis horas, durante as quais enfraqueceu ligeiramente, voltando a ser uma tempestade tropical. Sobre o oeste do Oceano Atlântico, Hazel voltou a intensificar seus ventos de pico, embora no final de 10 de outubro ela fez a transição para uma tempestade extratropical entre a Carolina do Norte e as Bermudas. Os remanescentes continuaram para nordeste, dissipando-se a sudeste de Newfoundland em 12 de outubro.  Na Ilha Sable, a tempestade produziu fortes ventos e chuva.
Devido aos ventos bastante fracos em toda a Flórida, os danos causados por Hazel foram pequenos, estimados em cerca de US $ 250.000 (1953 USD, $ 2.39 milhão 2021 USD). Durante sua passagem, a tempestade gerou um tornado em St. James City que destruiu várias casas, e havia indícios de outro tornado em Okeechobee City. O impacto primário de Hazel foi de suas chuvas, pico de 267 mm (10.53 in) em Daytona Beach. As chuvas aumentaram as condições anteriores de enchentes em todo o estado, causando um estágio recorde de enchentes ao longo do rio St. Johns, que inundou 9.7 km (6 mi) de rodovia. Os danos gerais da inundação foram estimados em até $ 10 milhões (1953 USD, $ 95.6 milhão 2021 USD), mas era impossível determinar quanto era devido a Hazel.

### Tempestade tropical Thirteen
Uma tempestade tropical se desenvolveu a partir de uma frente fria que se dissipava em 23 de novembro, cerca de 460 mi (740 km) a nordeste de Barbuda nas Pequenas Antilhas. Moveu-se para nordeste, fortalecendo-se para ventos de pico de 80 km/h (50 mph) em 24 de novembro. Posteriormente, ele virou bruscamente para o oeste ao começar uma tendência de enfraquecimento, seguido por uma curva para o norte. O ciclone se dissipou em 26 de novembro cerca de 450 mi (725 km) leste-nordeste das Bermudas, sem nunca afetar a terra.

### Tempestade tropical Irene
O último ciclone tropical da temporada se desenvolveu em 7 de dezembro cerca de 705 mi (1735 km) leste-nordeste das Pequenas Antilhas, do final de uma frente fria em dissipação. Com o nome de Irene, a tempestade moveu-se para o noroeste e depois para o oeste. Com base nas observações do navio, estima-se que Irene intensificou a um pico de 105 km/h (65 mph) em 8 de dezembro, antes de enfraquecer no dia seguinte. No final de 9 de dezembro, Irene dissipou cerca de 270 mi (435 km) ao norte das Pequenas Antilhas.

## Nomes das tempestades
Esses nomes foram usados para nomear tempestades durante a temporada de 1953. A lista era a mesma para a temporada de 1954 também. Inicialmente, todos os nomes femininos foram usados; foi só na temporada de 1979 que os nomes masculinos e femininos foram usados em ordem alternada. Os nomes que não foram atribuídos são marcados em cinzento. Todos os nomes de tempestade foram nomeados pela primeira vez. Nenhum nome foi retirado, porque a Organização Meteorológica Mundial só começou a retirar nomes de tempestade no ano seguinte, 1954.
| - Alice - Barbara - Carol - Dolly - Edna - Florence - Gail - Hazel | - Irene - Jill (sem usar) - Katherine (sem usar) - Lucy (sem usar) - Mabel (sem usar) - Norma (sem usar) - Orpha (sem usar) - Patsy (sem usar) | - Queen (sem usar) - Rachel (sem usar) - Susie (sem usar) - Tina (sem usar) - Una (sem usar) - Vicky (sem usar) - Wallis (sem usar) |